# Sportpark Pernis
Le Sportpark Pernis, auparavant connu sous le nom de Sportpark De Loswal, est un stade néerlandais de football situé à Pernis, quartier de la ville de Rotterdam.
Doté d'une capacité de 1500 spectateurs, le stade sert d'enceinte à domicile pour l'équipe de football du VV Pernis.

## Histoire
Le stade comprend une tribune couverte côté sud.

## Événements

### Matchs internationaux
| #  | Date         | Rencontre            | Résultat | Compétition  |
| -- | ------------ | -------------------- | -------- | ------------ |
| 1. | 26 mars 2008 | Arménie – Kazakhstan | 1 - 0    | Match amical |